# Albert Boadella i Oncins

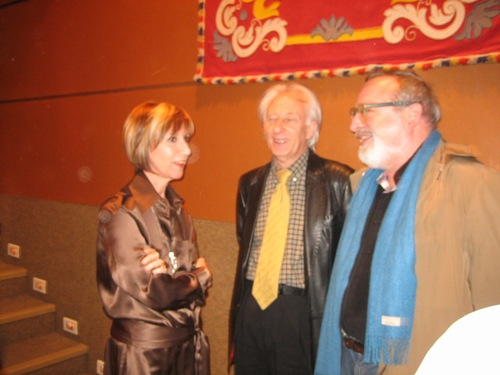
Acte de Ciutadans de Catalunya a Madrid: Rosa Díez, Albert Boadella i Fernando Savater

Albert Boadella Oncins (Barcelona, 30 de juliol de 1943) és un actor, dramaturg i director català. És membre fundador de la companyia de teatre Els Joglars i en va ser director fins al 2012.

## Biografia
Va estudiar art dramàtic a l'Institut del Teatre de Barcelona, al Centre dramatique de l'Est d'Estrasburg i expressió corporal a París. Quan encara era estudiant, va formar part de la companyia de mim d'Italo Riccardi.
Va treballar com a professor de dramatúrgia i direcció a l'Institut del Teatre de Barcelona. També va ser director artístic dels Teatres del Canal.
L'any 1962, quan tan sols tenia 19 anys, va fundar a Barcelona, juntament amb els seus companys Carlota Soldevila i Escandon i Anton Font, Els Joglars, la companyia on ha desenvolupat tota la carrera artística. Amb Els Joglars ha estrenat més de trenta muntatges. Les seves obres tenen una forta càrrega crítica i satírica, especialment amb el poder establert i amb qualsevol poder fàctic, la qual cosa li ha costat diversos problemes amb autoritats polítiques de signe diferent.
El primer problema gran amb les autoritats el va patir el 2 de desembre de 1977 quan, uns dies després de l'estrena de La Torna, va ser detingut, empresonat i sotmès a un consell de guerra per un delicte d'injúries a l'exèrcit. Posteriorment, va protagonitzar una espectacular fugida de l'Hospital Clínic que el va forçar a viure uns mesos exiliat a França. Els altres membres de la companyia consideraren que aquest fet va provocar que perdessin la seva llibertat condicional tot i que van ser indultats, excepte Ferran Rañé que va fugir il·legalment cap a França de la qual va tornar un cop els seus companys sortiren de presó. Boadella, després de tornar de França el desembre de 1978, fou detingut el març de 1979 per posar-lo en disposició de l'autoritat judicial militar catalana. Mentrestant va portar vida semipública, assistint a representacions seves o inclús entrevistant-se amb Josep Tarradellas. Quan finalment va ser jutjat per un tribunal civil, Boadella es va declarar culpable, acceptant una condemna de sis mesos de presó que no va haver de complir per ser inferior a un any. El sector que va sortir en el seu dia en defensa de l'actor i de la llibertat d'expressió va quedar sorprès.
Una de les sàtires que va gaudir de més popularitat va ser l'obra Operació Ubú (1981), sobre Jordi Pujol i el seu entorn ("pujolisme"). Més endavant, el 1998 va guanyar amb el premi Max com a millor autor teatral per Ubú president. A part del currículum teatral, ha creat i dirigit diversos programes de televisió i és autor del llibre El rapto de Talía (DeBolsillo, 2000, en castellà) i un llibre de memòries, Memòries d'un bufó (Espasa, 2001).
El 2003 va escriure el guió i va dirigir la pel·lícula Buen viaje, excelencia, una paròdia dels darrers mesos de vida del general Franco.
El 2005 va estrenar al Teatre Romea de Barcelona La torna de la torna, versió de La torna de 1977. Això provoca un nou enfrontament amb els actors de la primera versió que en reclamaren la coautoria, reclamació que no va aconseguir cap acord.
L'any 2008 va presentar i firmar el "Manifest per la llengua comuna" per la defensa del castellà junt amb una vintena d'autors de diferents àmbits de la cultura (filòsofs, escriptors, artistes i polítics).

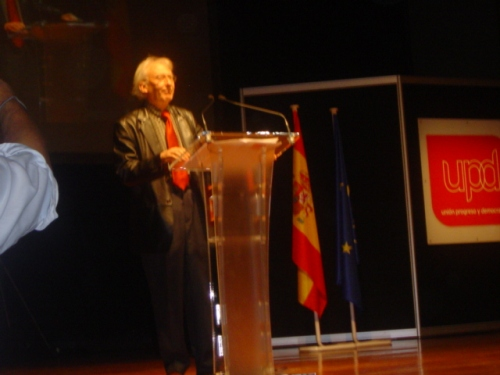
Acte fundacional d'UPyD

A l'any 2009, darrere de l'anunci del setembre de 2008, va accedir al càrrec de director artístic dels Teatres del Canal oferit per Esperanza Aguirre, llavors presidenta del Govern de Madrid.
L'onze de setembre 2012 va anunciar que traspassava la direcció de Els Joglars a Ramon Fontserè. L'anunci es va fer durant la presentació de la temporada 2012-13 de la Compañía Nacional de Teatro Clásico, amb la qual Els Joglars ha produït l'obra El coloquio de los perros, de Cervantes.
L'abril de 2016 va ser distingit amb el premi de la Asociación Taurina de Parlamentarios.
El juny de 2016 deixa els Teatres del Canal per participar més en la vida mediàtica i política.
El juny de 2017 va rebre el XX Premio Nacional de Teatro Pepe Isbert, atorgat per la Asociación de Amigos de los Teatros Históricos de España (Amithe).
L'octubre de 2017 va rebre el guardó de la XIII edició del Premio Nacional Universitario en Tauromaquia pel seu "suport a l'escola de la tauromàquia i els seus valors socials".
El gener de 2018 es va presentar com a President de Tabàrnia a l'exili.

## Política
Fent ús de l'humor ha realitzat obres satíriques durant la transició democràtica que el portaren davant la justícia militar, així com crítica als successius governs de la Generalitat de Catalunya sota el mandat de Jordi Pujol per la seva tendència catalanista. Aquestes sàtires i el caire social que va aconseguir li varen guanyar simpatitzants en el PSC, principal oposició a CiU en el Parlament, i també en el CDS. També ha fet sàtires de l'Església.
El 2002 Boadella va ser una de les adhesions a l'anomenat «Manifest contra la Mort de l'Esperit i de la Terra», un dels intents d'impulsar un ideari característic de l'anomenada Nouvelle Droite espanyola, en la línia de la revista Hespérides.
Va ser soci fundador de l'associació Ciutadans de Catalunya, llavor del partit Ciutadans - Partit de la Ciutadania (Cs) del qual va ser un dels primers ideòlegs o fundadors, segons les seves paraules arran de la seva decepció amb el PSC pel Pacte del Tinell.
Més tard va ser fundador del partit polític UPyD. Després de la desaparició d'UPyD va tornar a l'entorn de Cs.
Formà part del grup d'autors promotors del Manifiesto por la lengua común.
L'agost del 2013 creà polèmica quan aparegué en una foto, de clars propòsits políticament provocatius, posant embolcallat amb una estelada foradada que deixava veure les seues natges despullades.
Albert Boadella s'ha posicionat públicament contra la independència de Catalunya i de referèndums supramunicipals. Al municipi on té la seva residència a Catalunya la convivència s'ha vist afectada pels desacords entre els veïns del municipi (Jafre), de majoria independentista i pertanyent a l'AMI, i el matrimoni espanyolista dels Boadella, el qual va prendre accions per treure una estelada situada a l'església del poble, bandera que no ha estat retirada. Presumptament els veïns van respondre llençant escombraries a la finca dels Boadella i tallant tres xiprers que aquests havien plantat en espai públic, per després llençar-los també dins la seva finca. L'ajuntament indica que els Boadella mai van denunciar els fets a la policia, dedicant-se únicament a protestar pels fets en la premsa i televisió espanyoles.
En una columna del diari Le Monde compartida amb Lluís Llach compara el moviment independentista amb l'extrema dreta, indicant comparteixen alguns aspectes. També opina que l'independentisme català vol posar fronteres i acabar amb la democràcia a Espanya. Finalment acusa al govern de Catalunya d'adoctrinar en la xenofòbia contra Espanya.
S'ha declarat a favor de la tauromàquia, criticant la prohibició feta a Catalunya i que el Tribunal Constitucional va anul·lar.
El 6 de setembre de 2019 va defensar Plácido Domingo amb un seguit de piulades masclistes.

## Obres
- Teledeum (1983).
- Columbi Lapsus (1993)
- Yo tengo un tío en América (1995).
- El rapto de Talia (2000)
- Memorias de un bufón (2001)
- Adiós Cataluña. Crónicas de amor y de guerra (2007), Premi Espasa d'assaig
- Dios los cría y ellos hablan de sexo, drogas, España, corrupción... (2010), juntament amb Fernando Sánchez Dragó
- Diarios de un francotirador (2012)